# Olgierd Jakubowski
 Olgierd Jakubowski (ur. 27 sierpnia?/8 września 1897 w Borysowie, zm. 1940 w Charkowie) – kapitan geograf Wojska Polskiego, przedstawicieli Rządu Polskiego w Komisji Delimitacyjnej Polsko-Czechosłowackiej (1938), ofiara zbrodni katyńskiej.

## Życiorys

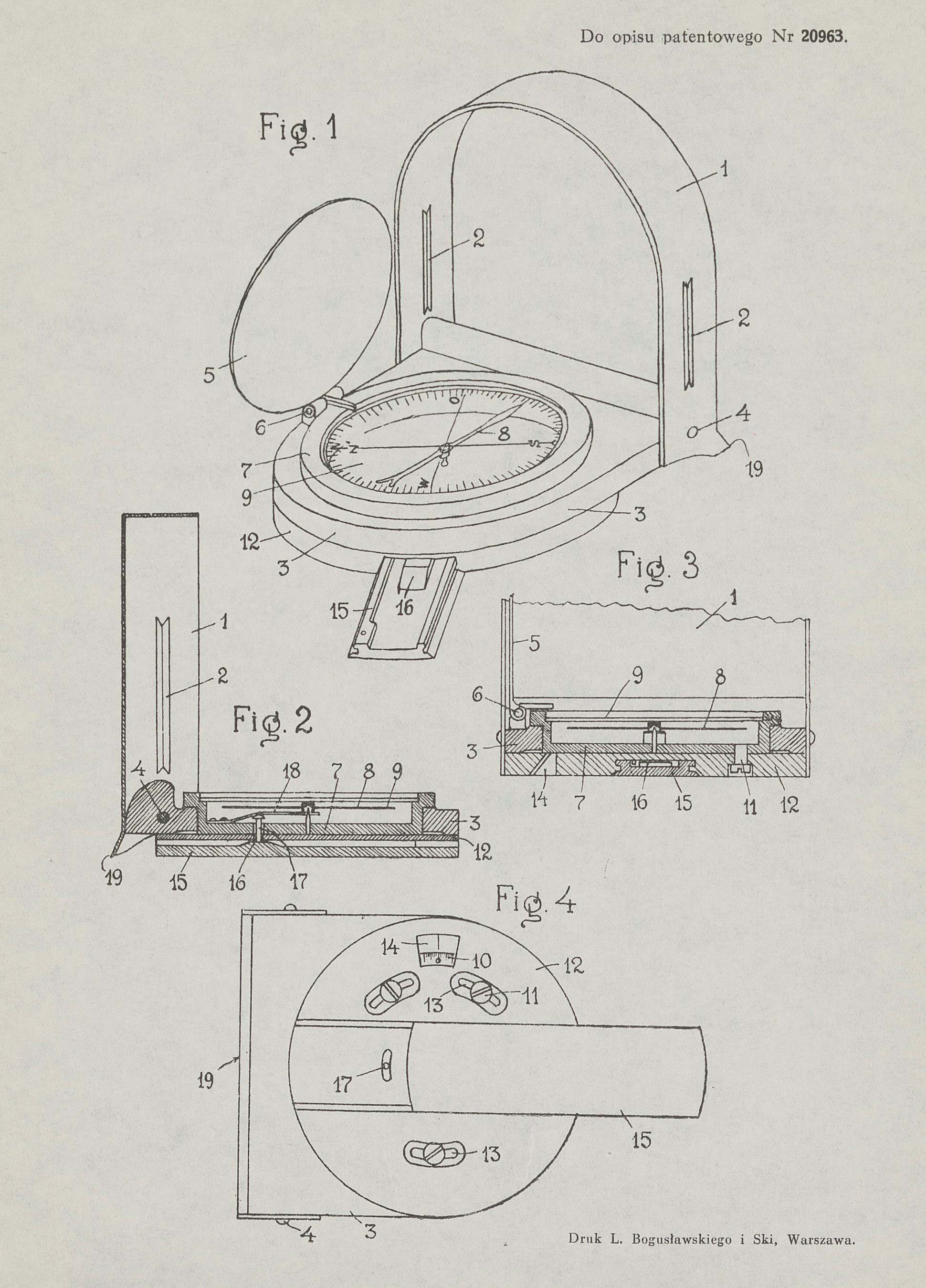
Busola topograficzna wg patentu Olgierda Jakubowskiego z 1935 r.

Urodził się jako syn Antoniego i Amelii z Okołowskich. Absolwent gimnazjum w Wilnie. Dowódca plutonu w I Korpusie Polskim. Służył w 35 Pułku Piechoty. Od 1930 roku w Wojskowym Instytucie Geograficznym, w 1938 Kierownik Referatu. Został awansowany do stopnia kapitana w korpusie oficerów geografów ze starszeństwem z dniem 1 stycznia 1931. Opatentował dwa typy busoli: topograficzną w 1935 roku i turystyczno-topograficzną w 1938 roku. Unacześniał mapy Wojskowego Instytutu Geograficznego, m.in. w 1936 r. Pas 47-Słup 34-B Nowosielec (skala 1:25 000, Warszawa WIG 1938, przedruk niemiecki w 1944 r. Unveränderter Nachdruck VI.44) i Pas 47-Słup 34-C Rudnik (skala 1:25 000, Warszawa WIG 1938, przedruk niemiecki w 1944 r. Unveränderter Nachdruck VI.44).
Był jednym z 7 przedstawicieli Rządu Polskiego w Komisji Delimitacyjnej Polsko-Czechosłowackiej w 1938 r. i autorem pracy Nowa granica Polski z Czecho-Słowacją (Warszawa 1938).
Więziony w Starobielsku przez NKWD. Zamordowany w Charkowie.
8 kwietnia 2021 r. upamiętniony przez Wojskowe Centrum Geograficzne na jednej z tablic poświęconych geografom poległym i zamordowanych w czasie II wojny światowej, które zamontowano na ścianie wieży zegarowej gmachu WCG przy Alejach Jerozolimskich nr 97 w Warszawie.

## Ordery i odznaczenia
- Krzyż Walecznych[3]
- Medal Niepodległości (zarządzenie Prezydenta RP  z 25 stycznia 1933 r.)[10][11][12].
- Srebrny Krzyż Zasługi
- Medal Pamiątkowy za Wojnę 1918–1921
- Medal Dziesięciolecia Odzyskanej Niepodległości